# Ferdinand Schoen
Ferdinand Schoen (* 15. Januar 1906 in Colmar; † 1984) war ein deutscher Neurologe, Psychiater und Gerichtsmediziner, Hochschullehrer, Hauptsturmführer und nationalsozialistischer Funktionär.

## Leben
Schoen absolvierte nach bestandenem Abitur ein Medizinstudium, das er 1931 mit Staatsexamen abschloss. Seit 1925 war er Mitglied der Studentenverbindung Landsmannschaft Ghibellinia Tübingen.  Er wurde an der Universität Tübingen mit der 1932 erschienenen Dissertation Ueber Zwangsbewegungen von Lid und Unterkiefermuskulatur nach Encephalitis epidemica zum Dr. med. promoviert.
Noch vor der Machtübergabe an die Nationalsozialisten trat er 1932 der NSDAP (Mitgliedsnummer 989.903) und SS (SS-Nr. 166.832) bei. Seine Facharztausbildung zum Neurologen und Psychiater verbrachte er u. a. an der von Gottfried Ewald geleiteten Universitätsnervenklinik Göttingen, wo er im Rahmen der Zwangssterilisierung Patienten erbbiologisch erfasste.
Von November 1934 bis Juni 1935 absolvierte er am Kaiser-Wilhelm-Institut für Anthropologie, menschliche Erblehre und Eugenik  und danach von Juli bis Oktober 1935 am Kaiser-Wilhelm-Institut für Psychiatrie Weiterbildungen. Von 1935 bis 1938 war er Stellvertreter des Gaudozentenbundführers Süd-Hannover/Braunschweig. Des Weiteren war er 1937/38 am Amt für Bevölkerungspolitik und Erbgesundheit und Führer im SS-Rasse- und Siedlungshauptamt. Ab 1938 war er am Gerichtsärztlichen Institut der Universität Göttingen und ab Anfang Dezember 1938 am Institut für Gerichtliche Medizin und Kriminalistik der Universität Wien tätig. Zudem übernahm er nebenamtlich als Referent für Erbgesundheitsfragen der Gauleitung Wien und als Gutachter beim Sippenamt weitere Funktionen.
Er habilitierte sich im Jahr 1942 mit einer Schrift über Die forensische Bedeutung der mit Erinnerungsverlust oder Erinnerungstäuschungen einhergehenden Bewusstseinsstörungen an der Universität Wien. Während des Zweiten Weltkrieges war er Stabsarzt der Luftwaffe. Im Herbst 1943 wurde er Stellvertreter von Philipp Schneider in dessen Funktion als Direktor des neu entstandenen Kriminalmedizinischen Zentralinstituts der Sicherheitspolizei in Wien. Wäre das KMI in Berlin aufgebaut worden, wäre Schoen als Institutsdirektor vorgesehen gewesen.
Schoen führte psychiatrische Untersuchungen an dem nach Wien ans KMI überstellten Serienmörder Bruno Lüdke durch, u. a. einen Geruchstest und eine Occipital- und Lumbalpunktion zur Untersuchung des Liquoralkoholspiegels nachdem Lüdke 100 Gramm puren Alkohol trinken musste.
Nach Ende des Zweiten Weltkrieges wurde Schoen im Jahr 1945 wie alle anderen Mitarbeiter aus dem Institutsdienst entlassen, nahm seinen Wohnsitz in Karlsruhe und wurde im Rahmen eines Spruchkammerverfahrens 1946/47 entnazifiziert. Er wurde als Dozent für gerichtliche Medizin tätig.